# Austromenopon beckii
Austromenopon beckii är en insektsart som först beskrevs av Kellogg 1906.  Austromenopon beckii ingår i släktet Austromenopon och familjen spolätare. Inga underarter finns listade i Catalogue of Life.